# 圍攻巴爾赫 (1370年)
圍攻巴爾赫，是帖木兒確立他在河中西察合台汗國地位的戰役。

## 崛起
在1358年，帖木兒只是巴魯剌思氏的小成員。在1347-1358年西察合台汗國由埃米爾加兹罕统治，但在1358年禿忽魯帖木兒殺死他，巴魯剌思部長哈吉·伯克逃走，使帖木兒成为了部長，他向禿忽魯帖木兒稱臣，並和加兹罕之孫，統治巴爾赫的忽辛結盟，與他之妹结婚。

## 走出地下
禿忽魯帖木兒在返回蒙兀兒斯坦前，任命帖木兒為其兒子也里牙思火者輔臣。但在一年後即反叛驅逐蒙兀兒斯坦人，但在1365年也里牙思火者重返河中的塔什干戰役中，帖忽辛戰敗了，忽辛在這場戰役中未能支持帖木兒，導致兩人聯盟結束但仍在一起。也里牙思火者之後再圍攻撒馬爾罕，但失敗了，不久撤回蒙兀兒斯坦，被哈馬兒丁所弑。

## 控制撒馬爾罕
在這個失敗的圍攻之後，帖木兒和忽辛抓住撒馬爾罕的控制權。兩人暗中的敵對也緊隨其後，兩人聯合起來反對蒙兀兒斯坦的威脅，但帖木兒似乎比較成功建立軍隊，更能維持城市居民與游牧民族之間的平衡。相反忽辛疏遠了許多游牧民族退至阿富汗巴爾赫。

## 戰鬥
在1370年帖木兒决定攻撃忽辛，越過阿姆河攻打巴爾赫。他們發現自己被帖木兒包圍，忽辛軍隊出城戰鬥，同樣發生在戰鬥的第二天，但這次帖木兒的軍隊設法進入這座城市。忽辛把自己關在城堡裡，留下帖木兒的手下洗劫城市。
在取勝無望後，忽辛表示願意離開河中到麥加朝觐，帖木兒同意了，他本人被一個與他有血海深仇的首領所殺。

## 事後
在打敗忽辛後，帖木兒控制河中，但没自稱汗而是擁立一位窩濶台家族的成員昔兀儿海迷失作傀儡汗只自稱蘇丹，在娶黑的兒火者公主後,自稱古列干(駙馬)，得到統治合法性。